# پاندا
پاندای غول‌پیکر معروف (به انگلیسی: giant panda) (با نام علمی: Ailuropoda melanoleuca؛ چینی: 大熊猫؛ پین‌یین: dàxióngmāo) که با عنوان خرس پاندا یا پاندا شناخته می‌شود، گونه‌ای خرس است که در نواحی مرکزی و جنوب غربی چین زندگی می‌کند. پاندا به سادگی توسط لکه‌های سیاه روی گوش و دور چشم و دور بدنش قابل شناسایی است. این جانور هرچند در راستۀ زیستی گوشتخوارسانان قرار دارد، اما تا ۹۹٪ از رژیم غذایی آن را گیاه بامبو تشکیل می‌دهد. پانداهایی که در اسارت نگهداری می‌شوند، غذاهایی مانند عسل، تخم پرندگان، ماهی، مرکبات، موز، برگ گیاهان و سیب‌زمینی را هم مصرف می‌کنند.
پاندا امروزه فقط در چند کوهستان مرکزی چین عمدتاً در ایالت سیچوآن و در حد کمتری در شاآن‌شی و گانسو زندگی می‌کنند. پانداها زمانی در نواحی کم‌ارتفاع‌تر هم زندگی می‌کردند؛ اما با پیشرفت زمین‌های زراعی و هم‌زمان از بین رفتن جنگل‌ها و برخی عوامل دیگر، پانداها به مناطق مرتفع پناه آوردند.
نسل این جانور در معرض تهدید است. بر اساس گزارش‌ها در سال ۲۰۰۷، تعداد ۲۳۹ پاندا در چین در باغ‌وحش و ۲۷ پاندا نیز در باغ‌وحش‌های بیرون از چین در حال نگهداری بودند. همچنین تخمین زده می‌شود حدوداً ۱٬۵۹۰ پاندا در طبیعت زندگی می‌کنند؛ اما یک مطالعه بر اساس تحلیل‌های ژنتیکی تخمین زده که بین ۲٬۰۰۰ تا ۳٬۰۰۰ پاندا می‌تواند در طبیعت وجود داشته باشد و گزارش‌هایی نیز نشان می‌دهند که پانداهای موجود در طبیعت در حال ازدیاد هستند. اما اتحادیۀ بین‌المللی حفاظت از طبیعت اعتقاد دارد این گزارش‌ها برای بیرون آوردن نام پاندا از جانورانِ در معرض خطرِ انقراض کافی نیست.
همچنان که اژدها نماد ملی و تاریخی چین است، در این اواخر پاندای بزرگ نیز به یک علامت و مشخصه برای چین تبدیل شده است. تصویر خرس پاندا روی بسیاری از سکه‌های نقره، طلا و پلاتین مربوط به چین مدرن حک شده و حتی تمبر با عکس و اسم خرس پاندا منتشر شده است. حالت خوردن گیاه بامبو توسط خرس پاندا به یک نماد صلح‌جویی در مقابل شکارچیان تبدیل شده است. گفته شده خرس پاندا جانوری آموزش‌پذیر است و حملۀ آن به انسان اغلب به خاطر آزار و اذیتی بوده که از انسان به آن رسیده تا به علت خوی وحشی خود جانور.
طبقه‌بندی جانورشناسی پاندا تا مدت‌ها مورد بحث بود؛ چرا که این حیوان مشخصات خرس‌ها و راکون‌ها را هم‌زمان در خود دارد. اما تحقیقات مولکولی جدید اثبات کرده که پاندا قطعاً نوعی خرس است و نزدیک‌ترین خویشاوند زندۀ آن خرس عینکی بومی آمریکای جنوبی است.

تمبر پاندا منتشر شده در هنگ کنگ

## ویژگی‌های ظاهری

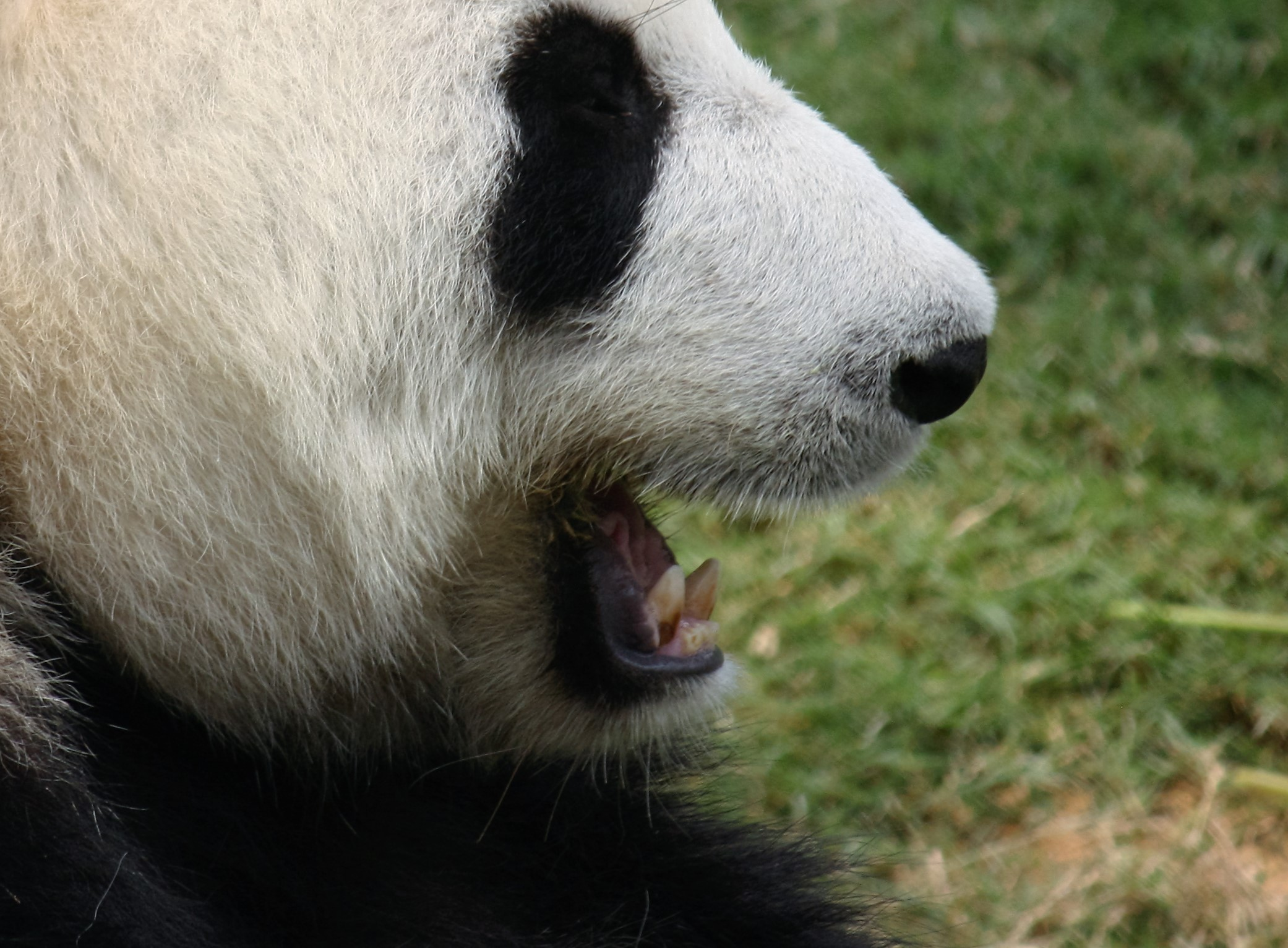
یک پاندا در پارک اقیانوس، هنگ کنگ

پوست پاندا سیاه و سفید یخچالی است. پاندای بالغ طولش به یک متر و نیم می‌رسد و اندازه شانه‌اش ۷۵ سانتیمتر است. نرها ۱۰–۲۰٪ از نوع ماده درشت‌تر هستند. نرها می‌توانند به ۲۰۰ کیلوگرم هم برسند اما ماده‌ها کوچک ترند. با این وجود می‌توانند به ۱۰۰ کیلوگرم نیز برسند.
از نظر رنگ‌بندی گوش‌ها و دست‌ها و دور چشم پاندا، سیاه و بقیه بدن سفید است. دانشمندان نمی‌دانند به درستی چرا بدن این خرس به این رنگ درآمده اما حدس می‌زنند که به علت ایجاد توانایی استتار در میان برف و سنگ این‌طور شده باشد. پاندا دندان‌های آسیای بزرگ با فکی قوی دارد که برای خوردن گیاه بامبو مناسب است. بسیاری از مردم پاندا را حیوانی خپل و بانمک می‌پندارند اما این حیوان نیز می‌تواند به اندازه سایر هم‌نوع‌هایش خطرناک باشد. پنجه پاندا پنج انگشت و یک شست دارد. انگشت شست حیوان برای راحتی درگرفتن و خوردن گیاه بامبو به مرور زمان تغییر شکل یافته است. پاندا دومین دُم بلند در میان خانواده خرس‌ها را دارد. دم این حیوان ۱۰ تا ۱۵ سانتیمتر است. اولین دم بلند در میان خرس‌ها متعلق به خرس تنبل است. پانداها در طبیعت تا حدود ۲۰ سال و در اسارت تا بیش از ۳۰ سال عمر می‌کنند.

## رفتارشناسی
در حیات وحش پانداها از جانورانی هستند که بر روی زمین زندگی می‌کنند و وقتشان را به گشت و گذار و در تپه‌ها و تغذیه از گیاه بامبو می‌گذراند. پانداها چه نر چه ماده به تنهایی زندگی می‌کنند و حتی ماده‌ها حضور یک ماده دیگر در محدوده خود را تحمل نمی‌کنند. پانداها با صداهایی که از خود تولید می‌کنند با یکدیگر ارتباط برقرار می‌کنند و همچنین با پنجه کشیدن بر درخت و همچنین با بوی ادرار خود محدوده خود را نشانه‌گذاری می‌کنند. این جانور می‌تواند از درخت بالا برود و در درختان توخالی یا شکاف سنگ‌ها پناه بگیرد اما برای خود لانه دائمی نمی‌سازد. پانداها مانند سایر خرس‌ها به خواب زمستانی نمی‌روند بلکه در زمستان‌ها به ارتفاعات گرم‌تر نقل مکان می‌کنند. نکته دیگر دربارهٔ پاندا این است که این حیوان بیشتر روی حافظه فضایی تکیه می‌کند تا حافظه دیداری.
پانداها تنها در طول دوران کوتاه جفت‌گیری در کنار همدیگر جمع می‌شوند اما بعد از جفت‌گیری، پاندای نر، ماده را تنها می‌گذارد و ماده، توله‌اش را به تنهایی بزرگ می‌کند.

## تغذیه

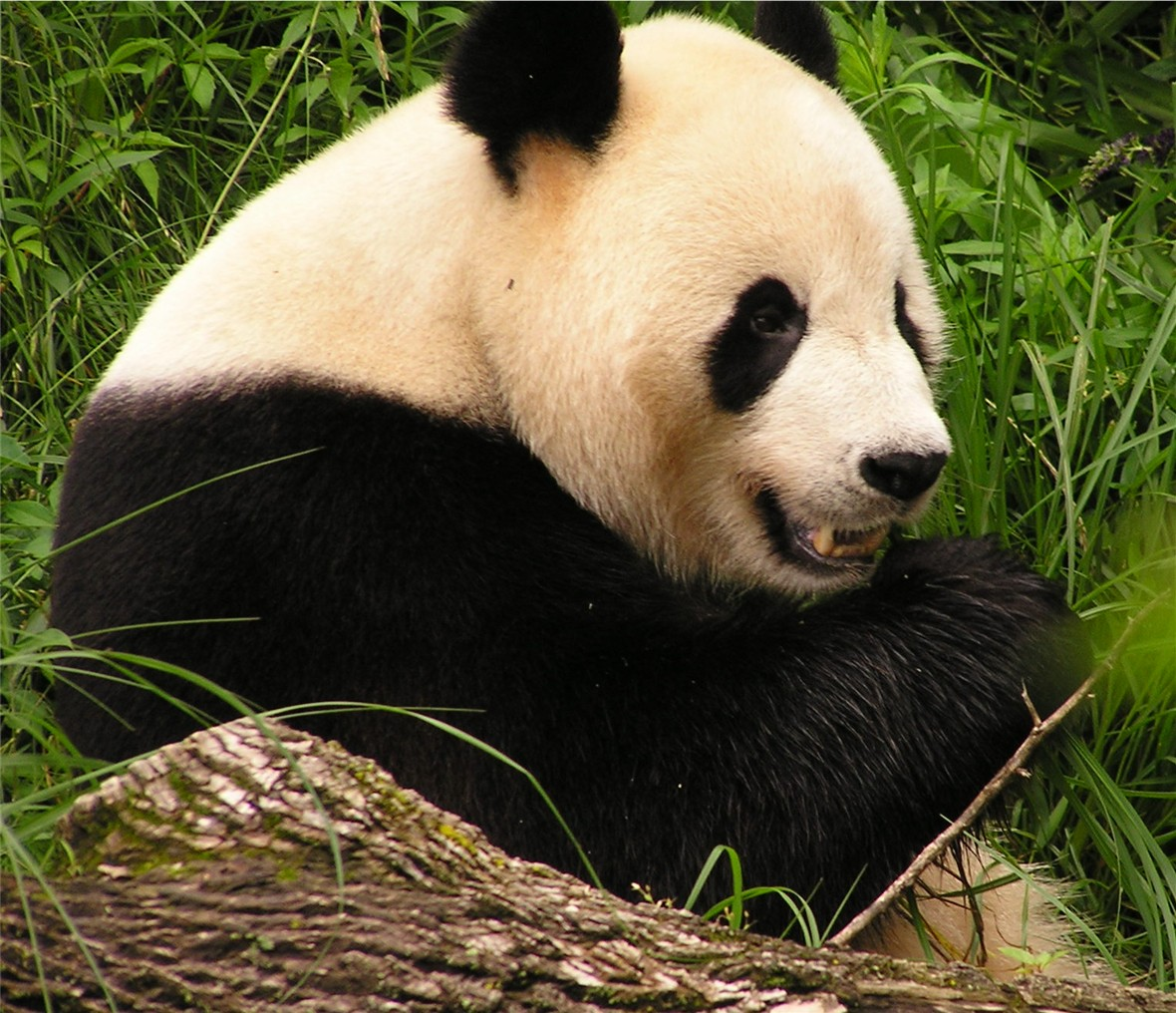
پاندا در حال خوردن بامبو

پاندا از جانوران گوشتخوار است و سیستم گوارشی پاندا ویژهٔ خوردن گوشت است و نمی‌تواند به خوبی سلولز گیاهی را هضم و جذب کند؛ اما خوراک غالب این جانور، گیاه و به‌ویژه گیاه بامبو است. به‌دلیل وجود لایهٔ موکوز ضخیم در دستگاه گوارش پاندا، این جانور در برابر صدمات ناشی از خرده چوب‌های بامبو مقاوم است ولی به دلیل ناتوانی در جذب انرژی از سلولز، روزانه بیش از ۳۸ کیلوگرم از گیاهان فیبردار تغذیه کرده و ۱۲ تا ۱۶ ساعت مشغول غذا خوردن است. پژوهش‌های فسیل‌شناسی نشان می‌دهند که پانداهای باستانی بین ۲ تا ۷ میلیون سال پیش طی یک دورهٔ کمبود گوشت به گیاهخواری روی آورده‌اند و با مرور زمان و انباشته شدن تغیرات ژنتیکی میل به خوردن گوشت را از دست داده‌اند. امروزه ۹۹٪ از حجم تغذیهٔ پانداها را بامبو تشکیل می‌دهد.
مکانیسم احتمالی این پدیده به این شکل است که وقوع جهش‌های ژنتیکی و سپس انتخاب آن در طی فرایند انتخاب طبیعی در اثر فشار تکاملی باعث از دست دادن ذائقه اومامی (یکی از طعم‌های پنج‌گانه شامل ترش، شیرین، تلخ، شور و اومامی) که مربوط به غذاهای گوشتی است گردیده و عادت گوشتخواری از عادات این گونه حذف گردیده است. طعم یا ذائقهٔ اومامی توسط یک گروه گیرندهٔ چشایی دریافت می‌شود که عمدتاً به آمینو اسید گلوتامات واکنش نشان می‌دهند. مطالعات انجام شده نشان داده است که طی تکامل این جانور، ژن Tas1r1 که مسئول کد کردن گیرندهٔ اومامی در این گونه است به یک شبه‌ژن تبدیل شده است.
پانداها بسیار دقت می‌کنند تا انرژی‌شان بیهوده تلف نشود و به این ترتیب از گذشتن از شیب‌های تند یا عکس‌العمل‌های زیاد نسبت به سایر خرس‌ها پرهیز می‌کنند.
دو خرس پاندا از نظر ظاهر و اندازه صورت و اندازه بدن و حتی میزان خوردن بامبو با هم متفاوت هستند، «راسل سیچون» پژوهشگر آشنا به پاندا مشاهده نموده است که: «(پاندا) بیشتر شبیه یک گوریل گیاه‌خوار است و اندازه پایین‌تنه به حجم کلی بدن نشان دهنده سوخت‌وساز پایین بدن است. این سطح پایین سوخت‌وساز بدن و همچنین روش زندگی پاندا به وی اجازه می‌دهد که توسط منابع غذایی ضعیفی چون بامبو بتواند به زندگی ادامه دهد.» پاندا دارای آرواره‌های قوی و دندان‌های آسیای بزرگ است که به وی اجازه می‌دهد به راحتی گیاهان را بخورد.
بر اثر تجارت پر سود الوار، پانداها به سوی مناطق مرتفع‌تر رانده شده‌اند و همین خود باعث از بین رفتن مناطق جنگلی و از بین رفتن بامبوها که غذای اصلی پاندا را تشکیل می‌دهند شده است و به خاطر این اقدامات از سال ۱۹۷۳ تا ۱۹۸۴ یعنی در حدود تنها ۱۱ سال چیزی حدود ۵۰٪ از تعداد این جانور کاسته شده است.
۲۵ نوع بامبو توسط این حیوان در طبیعت مصرف شده است و تنها تعداد کمی از انواع بامبو در ارتفاعات رشد می‌کنند، یعنی همان جایی که پانداها اکنون می‌زیند. برگ‌های بامبو پروتئین زیادی دارند اما ساقهٔ آن از پروتئین کمی برخوردار است. به خاطر شکوفه‌دهی، مرگ و گرده‌افشانی هم‌زمان انواع گیاهان بامبو، پانداها باید حداقل به ۲ نوع بامبو دسترسی داشته باشند تا گرسنه نمانند. اما تا زمانی که پانداها دندان‌های خرس‌مانند خود را حفظ کرده‌اند می‌توانند گوشت، ماهی و تخم پرندگان را در صورت در دسترس بودن بخورند. در باغ وحش‌ها نیز به خرس‌های پاندا بامبو می‌دهند اما مقداری بیسکویت تقویتی نیز برای حفظ سلامت بهتر به آن‌ها می‌دهند.

## تولید مثل

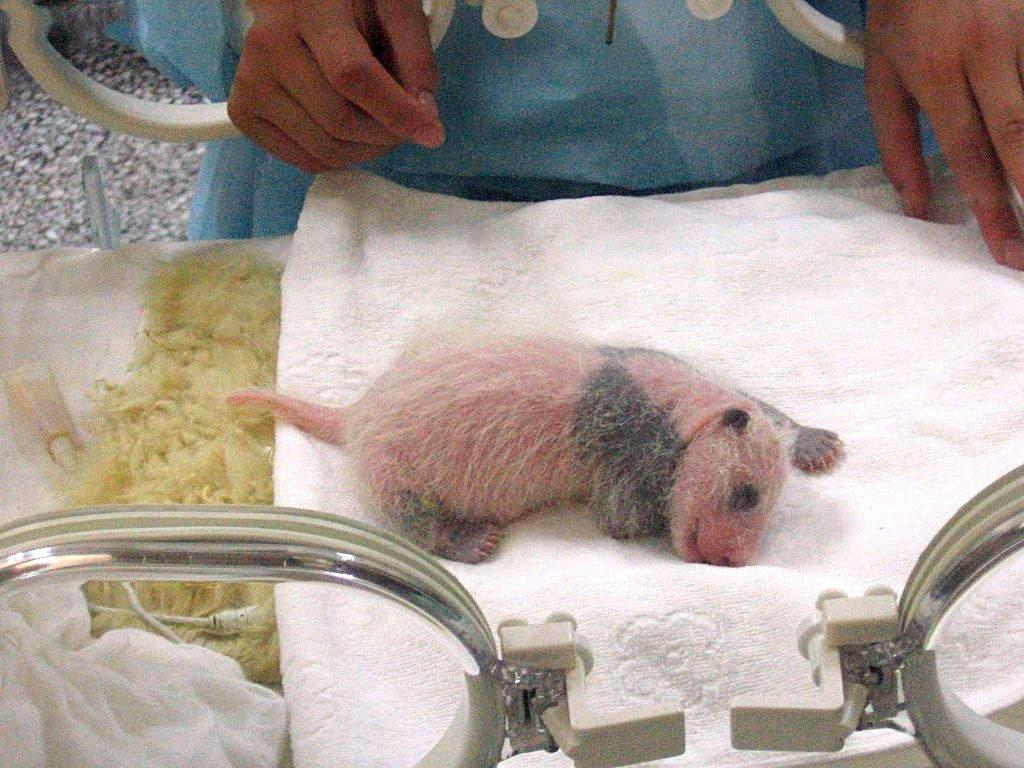
بچه پاندا در ۱۸ روزگی

در گذشته در تکثیر نسل پانداها در اسارت مشکل وجود داشت و آن مشکل عدم تمایل پانداها به برقراری ارتباط جنسی با یکدیگر در اسارت بود و این مشکل دانشمندان را بر آن داشت که راهی برای حل این مشکل بیابند. آن‌ها راه‌هایی چون نشان دادن فیلم آمیزش جنسی پانداها با هم و حتی دادن داروی ویاگرا (تحریک‌کننده جنسی) را امتحان کردند اما نتیجه دلخواه را نگرفتند. از روش‌های ابتدایی دیگر لقاح مصنوعی بود. فقط اخیراً با استفاده از راه‌هایی توانستند هر دو سال یک نوزاد به دنیا بیاورند.
توانایی جنسی پانداها از ۴ تا ۸ سالگی شروع و ممکن است تا ۲۰ سالگی ادامه یابد. دوره جفت‌گیری در سه ماه بهار است که ماده‌ها برای ۲ تا ۳ روز که آن هم فقط یک بار در سال است آماده جفت‌گیری می‌شوند. در طول مدت زمان جفت‌گیری ۲ تا ۵ نر برای به دست آوردن یک ماده با هم به رقابت می‌پردازند و نر غالب ماده را به دست می‌آورد. مدت زمان برقراری ارتباط جنسی بسیار کم است و از ۳۰ ثانیه تا ۵ دقیقه طول می‌کشد ولی ممکن است جانور نر برای اطمینان از حسن انجام کار، عمل لقاح را چند بار تکرار کند. دورهٔ آبستنی ۹۵ تا ۱۶۰ روز طول می‌کشد.
پانداها در نیمی از زایمان‌هایشان، دوقلو به دنیا می‌آورند.

### نوزاد پاندا
توله پاندا بین ۹۰ تا ۱۳۰ گرم وزن دارد که یک هشتصدم وزن مادرش است. پاندا بین ۱ تا ۲ توله به دنیا می‌آورد و اگر توله‌ها ۲ تا باشند، پاندای مادر یکی از آن‌ها را رها می‌کند و توله فوراً می‌میرد. فعلاً دانشمندان نمی‌دانند پاندای ماده چگونه و بر چه مبنایی یکی از دو توله را انتخاب می‌کند. شاید توله ضعیف‌تر را رها کند اما چیزی ثابت نشده است. پدر هیچ کمکی به بزرگ شدن توله نمی‌کند.

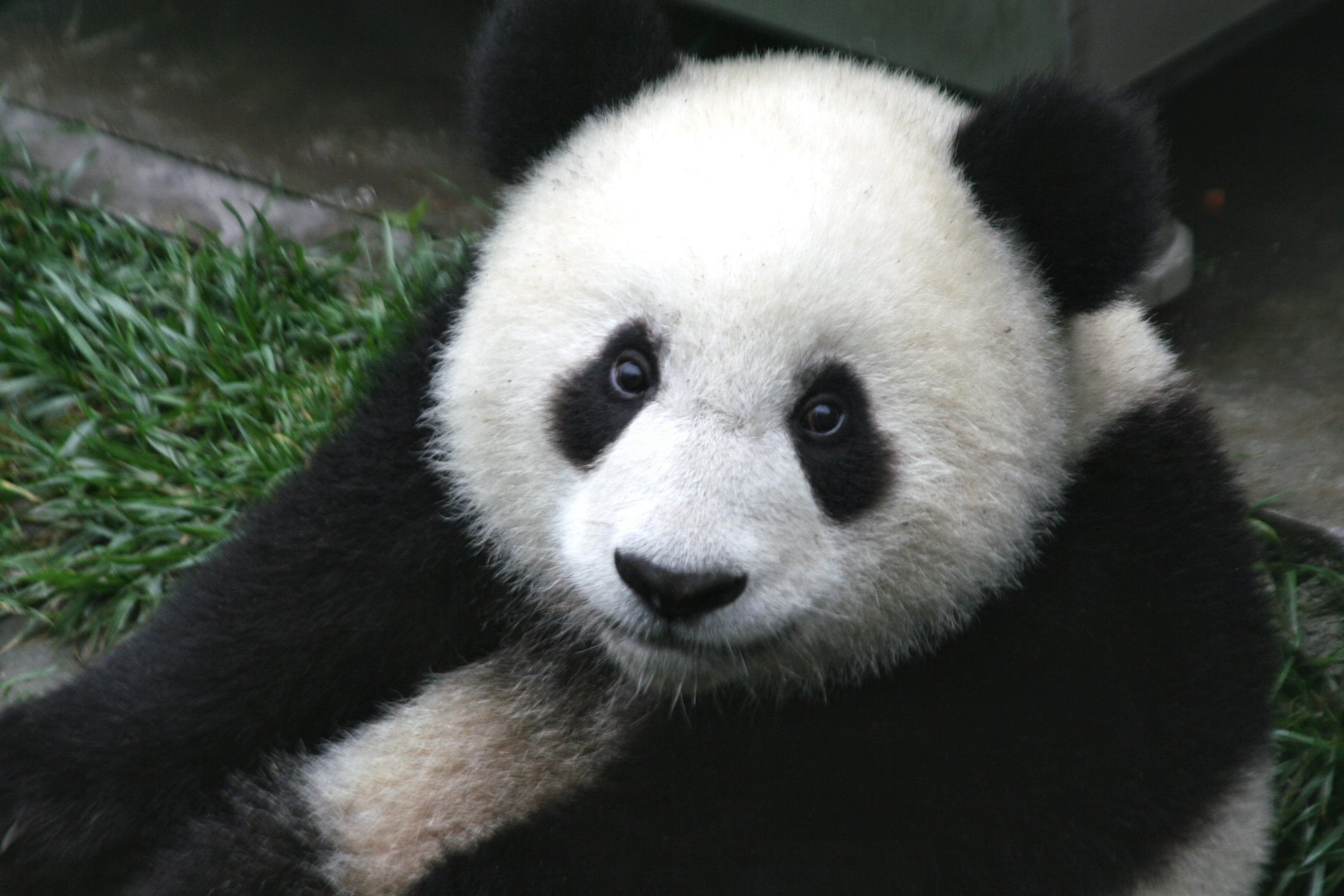
بچه پاندا در ۷ ماهگی

هنگامی که توله به دنیا می‌آید صورتی، بی‌مو و نابینا است و ۶ تا ۱۴ دفعه در روز و هر دفعه تا ۳۰ دقیقه از مادرش شیر می‌خورد. مادر ممکن است ۳ تا ۴ ساعت توله خود را در پناهگاه رها کند و به دنبال غذا خوردن برود و در طول این چند ساعت توله کاملاً بی‌دفاع است. یک تا دو هفته بعد از تولد، نقاطی از پوست که قرار است سرانجام خز سیاه درآورد، تغییر رنگ داده و سیاه می‌شود. مقدار کمی رنگ صورتی ممکن است روی خز توله به وجود آید که حاصل واکنش شیمیایی بین آب دهان مادر و خز توله است. یک ماه پس از تولد، رنگ توله کامل می‌شود اما هنوز نمی‌تواند راه برود، بلکه تنها در ۷۵ تا ۹۰ روزگی شروع به خزیدن می‌کند. مادر با غلتاندن و کشتی گرفتن با توله‌اش بازی می‌کند. توله تا ۶ ماه فقط شیر می‌خورد و تازه بعد از شش ماهگی می‌تواند تنها مقدار کمی بامبو بخورد. به هر حال شیر مادر تا ۱ سالگی مهم‌ترین منبع غذایی توله به حساب می‌آید. توله در پایان یک سالگی به ۴۵ کیلوگرم می‌رسد و تا یک سال و نیم - دو سالگی با مادر زندگی می‌کند. مدت زمان بین دو زایمان برای خرس پاندای ماده ۲ سال است و بعد از ۲ سال از زایش نوزاد، دوباره آماده جفت‌گیری و تولد نوزاد بعدی می‌شود.

## واژه‌شناسی
هیچ منبع قطعی در مورد مبدأ نام پاندا در انگلیسی وجود ندارد و نزدیک‌ترین احتمال این است که از واژهٔ نپالی «پونیا» که احتمالاً به خاطر انگشت شست تغییریافته خرس پاندا است، گرفته شده باشد. در غرب نام پاندا در اصل تنها برای پاندای قرمز که جانوری دیگر و بسیار کوچک‌تر از خرس پاندا است، به‌کار می‌رفت. تا زمان شناخته شدن رابطه خویشاوندی بین خرس پاندا و پاندای قرمز، خرس پاندا با نام‌های خرس خالدار یا خرس ابلق شناخته می‌شد. پیش از آن مجموعه‌ای از نوشته‌های چینی، ۲۰ نام مختلف را برای این حیوان استفاده کرده بودند که یکی از آن‌ها که حتی امروزه هم به کار می‌رود، «خرس گربه‌ای بزرگ» یا تنها «خرس بزرگ» است که ممکن است این اسم به خاطر شباهت مردمک چشم خرس پاندا به چشم گربه باشد، چراکه هر دو عمودی هستند. در برخی از جاها در استان‌های چین از نام‌های کهن مانند «خرس خالدار» یا «خرس بامبو» استفاده می‌شود. در تایوان نام تازه‌اش، «خرس گربه‌ای» است که در اینجا گربه، صفت است و خرس اسم و چون از لحاظ دستوری درست است، تلاشی برای دگرگون کردن آن نمی‌شود.

## نگارخانه

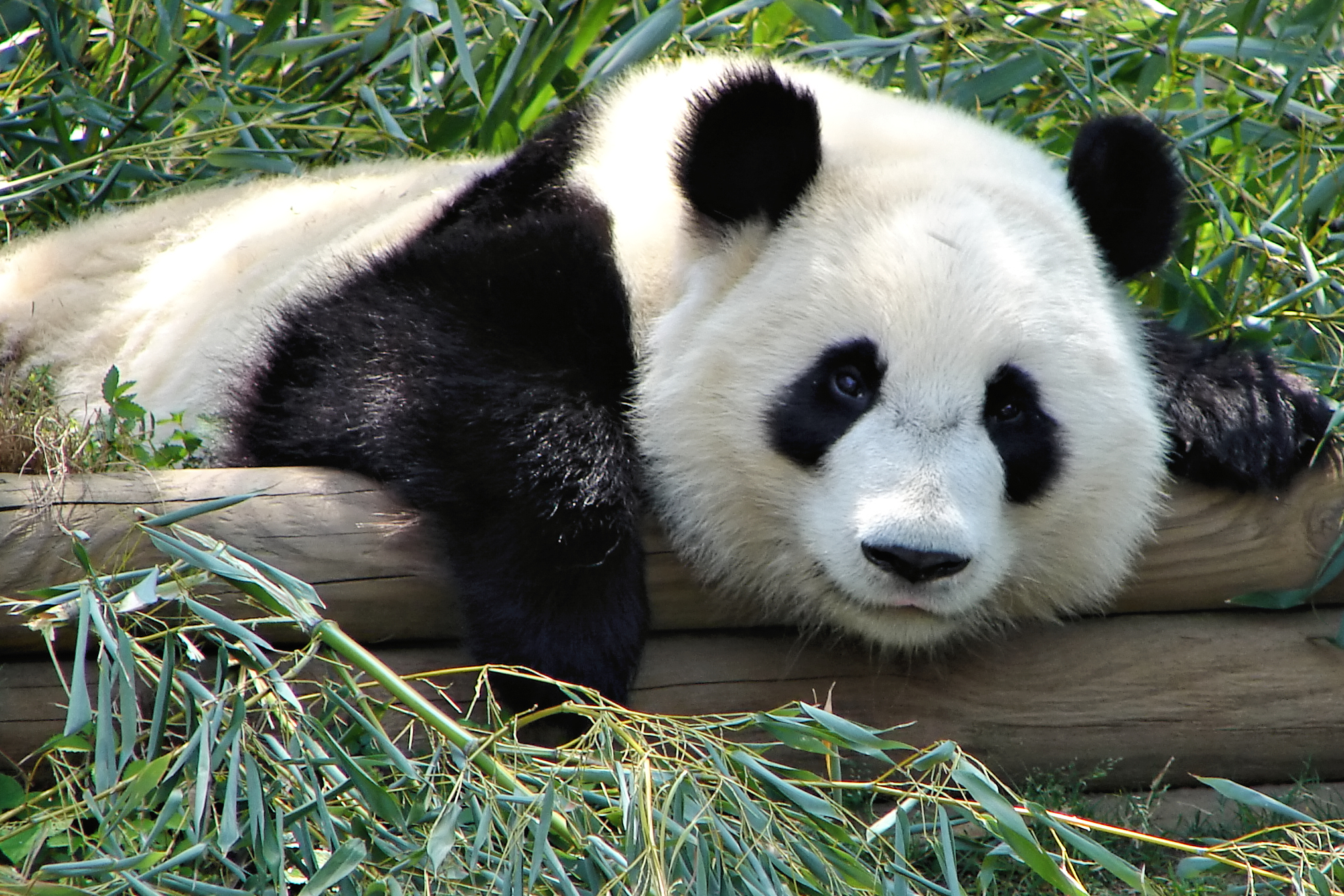
پاندا در باغ وحش آتلانتا
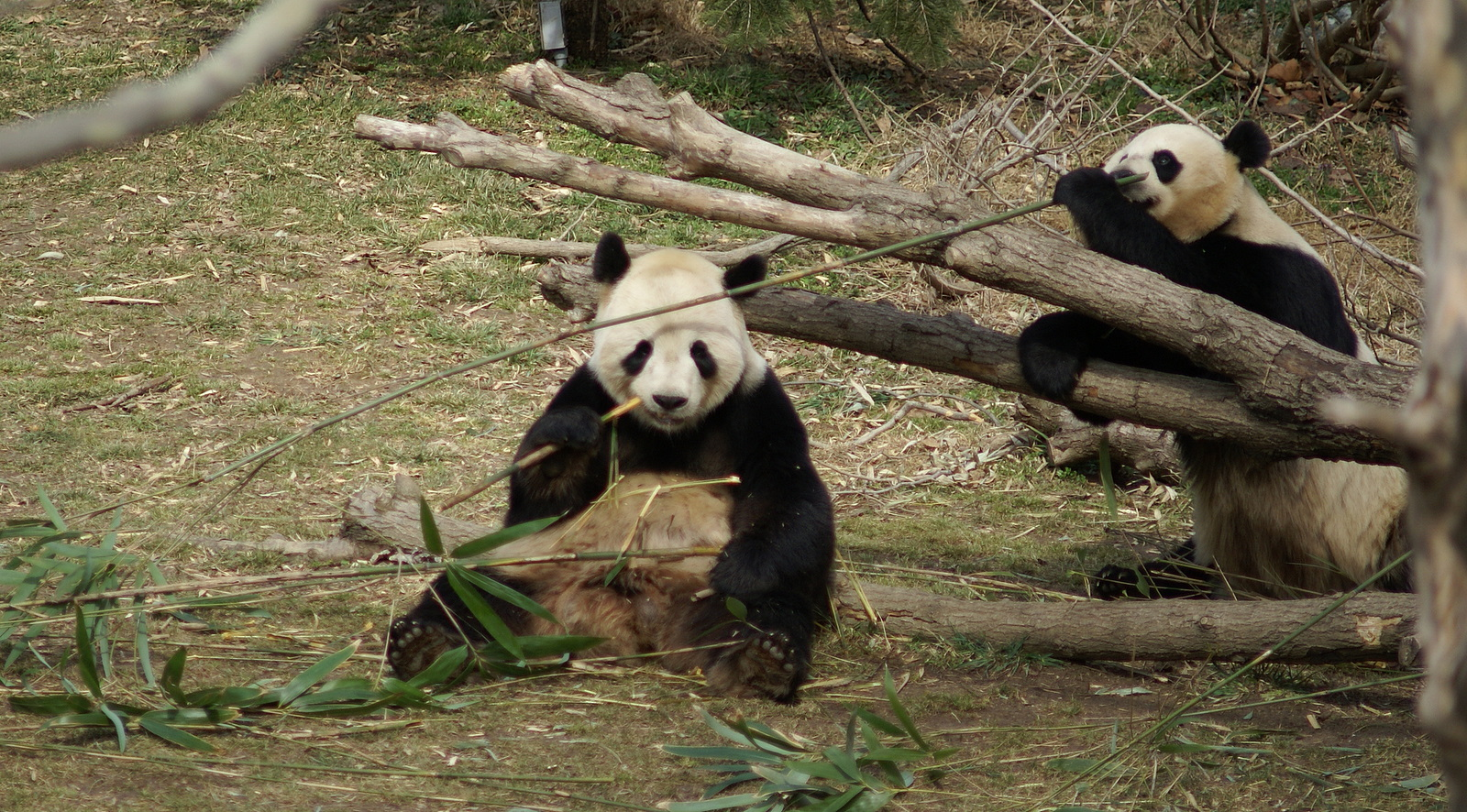
پانداها در حال خوردن بامبو در پارک ملی واشینگتن
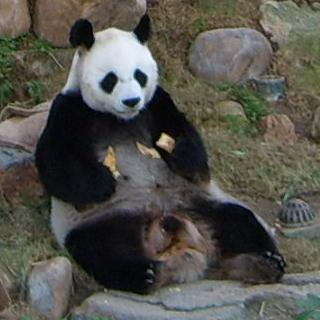
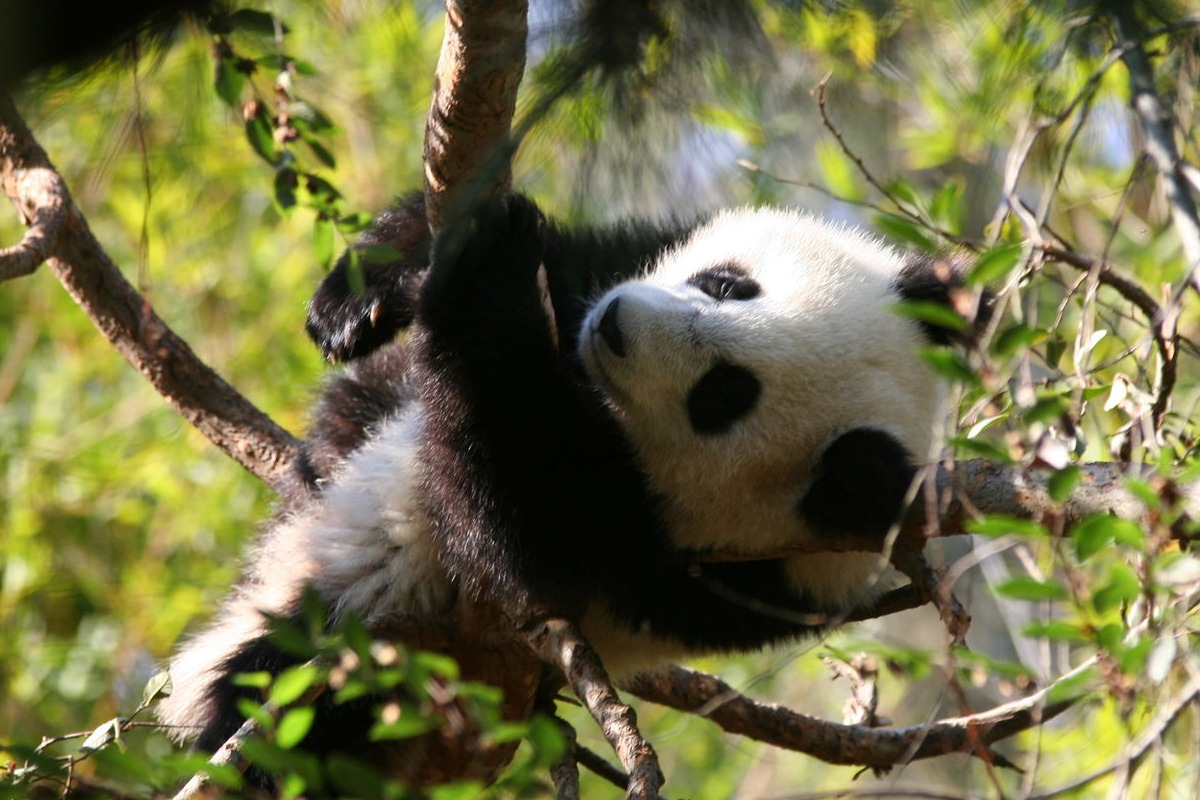